# Вуматанг
Вуматанг  (དབུ་མ་ཐང།) — село в Тибетському автономному районі Китаю.